# Cers, Hérault
Cers este o comună în departamentul Hérault din sudul Franței. În 2009 avea o populație de 2.203 de locuitori.

## Evoluția populației
| An        | 1975 | 1982  | 1990  | 1999  | 2006  | 2009  |
| --------- | ---- | ----- | ----- | ----- | ----- | ----- |
| Populație | 840  | 1.350 | 1.798 | 1.803 | 2.192 | 2.203 |